# Кавун Іван
Каву́н Іва́н (25 листопада 1925, Реймс, Франція — 16 липня 2001, провінція Овернь, Франція) — французький живописець, графік і скульптор українського походження.

## Твори
Живопис:
- серія «Композиції» (1962—1963);
- «Овернь» (1962),
- «Руйнація» (1963),
- «Жіноча історія» (1976),
- «Великий росіянин» (1982),
- «Інша Венеція» (1986; 1988),
- «Св. Себастіян» (1989),
- триптих «Подорож до Венеції» (1990),
- «Подорож до Італії» (1991),
- «Венеціанська химера» (1993),
- «Українська казка» (1993),
- «Українська казка та легенда» (1993).